# Жеравна
Жѐравна е село в Югоизточна България, община Котел, област Сливен.
През 1964 г. село Жеравна е обявено за национален архитектурен резерват.

## География
Село Жеравна се намира на около 21 km север–североизточно от областния център Сливен и около 6 km южно от общинския център Котел. Разположено е амфитеатрално по южния склон на югоизточното вододелно разклонение „Черковната кория“ на планинския рид Разбойна в югозападната част на Котленска планина, Източна Стара планина. Най-високата точка на рида – връх Разбойна (1128 m) е на около 4,5 – 5 km северозападно от селото. На около 3 km южно от селото тече на изток Нейковска река (десен приток на Котленска река), в която се вливат водите на малките местни реки откъм Черковната кория. На протичащата през Жеравна река има южно от селото малък язовир (поземлен имот с кадастрален идентификатор 29283.34.452; по данни към 27.01.2023 г.).
Територията на село Жеравна обхваща площ около 44 – 45 ha. Надморската височина в селото намалява от около 680 m в северозападния му край до около 600 – 610 m в южния и югоизточния, а при сградата на кметството е около 633 m.
Климатът е умереноконтинентален с планинско климатично влияние; почвите в землището са лесивирани
За климата в Жеравна са характерни ранната есен, късната пролет и доста суровата зима. Средната годишна температура на въздуха е 11 °C, като най-високите температури са през месец юли – 21,2 °C, а най-ниските през януари: – 2 °C. Пролетта настъпва късно, средната денонощна температура на въздуха се задържа трайно над 10 °C. Жеравна попада в област със сравнително благоприятен влажностен режим, с годишно количество на валежите по-голямо от средното за страната. Средно 57,5% от дните в годината са безветрени, преобладаващите ветрове духат от запад-северозапад и имат сравнително ниска скорост – от 1 до 3 m/s. Зимните ветрове са най-силни и достигат средна максимална скорост 3,3 m/s. Въздухът е чист и сух. Околната среда на Жеравна може да се определи като екологично чиста. В Жеравна няма промишлени предприятия, които да замърсяват въздуха и водата, а и селото е отдалечено от големите градове и промишлени центрове.
Общински път от Жеравна на изток прави връзка с второкласния републикански път II-48, който на юг минава покрай село Градец и се свързва с първокласния републикански път I-7, имащ на север връзка отвъд Стара планина с автомагистрала „Хемус“ и водещ до град Силистра и ГКПП Силистра - Кълъраш на границата с Румъния, а на юг имащ връзка с първокласния републикански път I-6 (Подбалканския път) и Автомагистрала „Тракия“ и водещ до ГКПП Лесово - Хамзабейли) на границата с Турция.
Землището на село Жеравна граничи със землищата на: град Котел на север; село Катунище на изток; село Ичера на юг; село Нейково на запад.
Природните дадености на Жеравна са най-вече причудливи скални формации, тайнствени пещерни комплекси, бистри карстови извори, разнообразна флора и фауна. Жеравна е богата на водни ресурси. Изворите и реките са с дъждовно-снежно подхранване. Всички води, които протичат през Жеравненската котловина, съставляват голяма част от басейна на река Луда Камчия. В Жеравна няма открити залежи на полезни изкопаеми.
Жеравна е богата на горска растителност. Разпространени са както широколистна, така и иглолистна растителност. Дивечовото разнообразие е голямо – дива свиня, сърна, благороден елен, чакал, вълк, зайци, пъдпъдъци, яребици и др.
Населението на село Жеравна, наброявало 1014 души при преброяването към 1934 г. и 1027 към 1946 г., намалява до 676 към 1985 г. и 326 (по текущата демографска статистика за населението) към 2021 г.
При преброяването на населението към 1 февруари 2011 г., от обща численост 413 лица, за 377 лица е посочена принадлежност към „българска“ етническа група, за 26 – към „други“, за 6 – „не отговорили“, а за принадлежност към „турска“, „ромска“ и „не се самоопределят“ не са посочени данни.

## История
Село Жеравна се намира в полите на средния дял на Източна Стара планина. Някога на това място имало старо тракийско селище, наречено Потък (и в съвремието над Жеравна има местност с име „Пòтъка“). За произхода на името съществуват няколко версии: едната е, че идва от птицата, което е твърде неправдоподобно, понеже в района никога не кацат жерави; другата – от „жерна“, „жерка“, „жерков“ – думи със старославянски корен, значещ воденица. Тази версия е по-правдоподобна, тъй като в района са се намирали множество воденици. В близкото минало Жеравна се е наричала Жеруна, което след Освобождението плавно преминава в Жеравна.
Тук са се развили занаятите, животновъдството и търговията. Селото се замогнало през XVII век, защото е било на важния път към Търновград. Местна легенда гласи, че земите около селото били на сестрата на цар Иван Шишман, която била дадена за съпруга на султан Мурад I и поради това селото получило редица привилегии. В замяна на привилегиите турците поискали да се съборят укрепленията, които обграждали Жеравна по хълмовете наоколо. Тук управлявали местните първенци, а турци не можели да се заселват трайно. Жителите били освободени от данъци, но трябвало да изпращат ежегодно войнуци на султана за обслужване на сараите и конюшните му. Тези привилегии допринесли много за икономическия възход на селото. Стаите на къщите са с резбовани тавани и изящни апликации по вратите, прозорците и иконостасите. Всичко е застлано с тъкани от този край и също със забележителните котленски килими. Днес старото училище е превърнато в галерия, а са запазени доста дюкяни, чешми и стари ханове. Някога в селото имало и школи по дърворезба.
Според легендите Жеравна е разорявана от кърджалии на два пъти – през 1797 и 1800 година. Историци, като Вера Мутафчиева, поставят под съмнение двукратното разорение в кратък срок. Според османски документи през есента на 1804 г. селото е завзето от присъединилия се към кърджалиите бивш гюмюрджински аян Сюлейман Токатджикли, който за кратко се укрепява там.

## Фестивали
- Фестивал на фолклорната носия – Жеравна е международен фестивал на фолклорната носия[12]
- Събор Войводска среща – Жеравна се провежда всяка година в чест на раждането на Васил Левски[13]

## Туризъм и забележителности
Селото предлага добри възможности за почивка и туризъм – през последните години са построени няколко нови къщи за гости, предлагащи добри условия на туристите. Създадени са и условия за конна езда. Конната база се намира в близост до къщата на Никула Чорбаджи.
Всяка година Жеравна се посещава от около 20 хиляди туристи. Към обществените сгради се числят: музейни къщи – 3; църква с Хилендарски метох – 1; художествена галерия – 1; библиотека/читалище – 1; здравен дом – 1; детска градина – 1; кметство и поща – 1; Хаджи Вълчовият хан – 1; Димчовото кафене – 1; Старата фауна – 1; дърводелска работилница към Национален Институт и паметници на културата – 1.
Църква „Свети Николай“. Построена е през 1834 г. Първоначално е изографисана от майсторите зографи Йордан Михайлович от град Елена и Георги и Генчо от Трявна. Изписването започва на 6 май 1833 г. и завършва на 20 декември 1840 г. Днес към храма е подредена богата експозиция от икони, каменна пластика и църковна утвар. Иконите са датирани от втората половина на XVIII и началото на XIX в. Те са дело на автори от тревненската школа и неизвестни автори работили в ранната средновековна традиция. Запазени са и богослужебни книги от втората половина на XVIII в. Днес църквата е действащ храм.
Според информация от туристически справочници към 2011 г. в с. Жеравна има регистрирани 34 къщи за гости, с общ капацитет 250 легла. Повечето къщи са строени по време на Възраждането, но са реставрирани и предлагат удобна леглова база за настаняване – типична за българското село Жеравна, но и съобразена със съвременните изисквания и навици на туристите.
Жеравна е забележителен архитектурен паметник. Запазени са близо 200 къщи със статут на паметници на културата, всяка от тях е на възраст от 150 до 300 години. През Възраждането село Жеравна става значителен културен център. Създаден е Хилендарският метох, в който отсядат хилендарските монаси и водят просветна дейност. Един от тях е Йосиф Хилендарски – автор на „Поучение за четенето на книгите“. В Жеравна е направен вторият препис на Паисиевата История. Селото взима активно участие в Априлското въстание.
Развитието на този самобитен културен и икономически възход на селото е запечатано в местните музеи: Къща на Сава Филаретов; Родната къща на Йордан Йовков; Църквата „Св. Николай“; Старото класно училище построено през 1867 г. – сега е картинна галерия; Къщата на Руси Чорбаджи. Извън Жеравна може да се посетят: гр. Котел – Природонаучният музей; Галатанското училище; Кьорпеевата къща; Музей на котленските възрожденци; с. Медвен – Къща музей Захарий Стоянов и местността Синия вир.
Жеравна е известна и със своите многобройни чешми. В околността бликат множество извори, повечето от които са вкарани в чучурите на чешми (Кринча, Старча, Зайковка).

## Личности
Руси Чорбаджи е бил чорбаджия в Жеравна, по-късно и кмет. Един от най-богатите хора в селото, имал е 30 000 глави добитък, овце, кози и коне и няколко дюкянчета. Търгувал е в Турция и Гърция. Според една легенда дъщеря му Калинка била отвлечена от Индже войвода, който пощадил къщата, но не и бащата на възлюбената си, заради това, че Руси Чорбаджи предупредил котленци за опасността от нападения и те успели да се защитят.
Когато кърджалиите идвали в селото да си взимат моми в едно и също време от годината, той се е намесил, като измислил план и казал на мъжете в селото да скрият всички моми в гората. Когато кърджалиите дошли, не видели нито една мома и се усъмнили, по-късно разбрали за измамата и убили Руси Чорбаджи в къщата му, както и двамата му синове. Къщата на Руси Чорбаджи е превърната в музей, посветен на живота му като активна личност – заможен, участвал в управата на селото по онова време. Отвън не се подозира за богатството на красивите архитектурни решения и детайлите отвътре. Правят впечатление оригиналните ажурни резби над вратите, по рамките на долапите, по вратите и дори по изкованите от желязо детайли – фигури на звезди, цветя, листа, плодове, птици, змии (старата българска декоративна традиция за стилизация на заобикалящия ни растителен и животински свят).

### Родени в Жеравна
- Христо Тодоров (художник) (1935 - 2015)
- Георги Бончев (1866 – 1955), геолог
- Петър Гайков (1872 – 1902), български революционер от ВМОК
- Бончо Георгиев (1849 – 1899), кмет на село Жеравна след Освобождението. Бил е търговец на животни и собственик на дюкян за месо и месни произведения, фурна и кафене.
- Николай Димитров - бай Колю Кучката (1919 – 1993), дългогодишен кмет и депутат, допринесъл за запазване облика на селото, опазил Жеравна от превръщане във военен полигон (70-те години на ХХ в.) По времето на неговото управление Жеравна е обявена за архитектурен резерват.
- Петър Димитров (1848 – 1919), дипломат
- Тодор Икономов (1835 – 1892), политик
- Йордан Йовков (1880 – 1937), писател
- Иван Кремов (1931 – 2015) – народен певец, наричан емблема на котелския песенен фолклор
- Ана Нягулова, автор на книгата „Родовата памет на Жеравна“
- Райно Попович (1773 – 1858), учител и книжовник
- Иван Раев Топалов (1935 – 1978) актьор, режисьор, писател
- Васил Ранков (1874 – 1950), основател на Пионерните (инженерните) войски в България. Виден индустриалец и благодетел. Построил, обзавел и дарил читалище „Единство“ на с. Жеравна
- Руси Чорбаджи, чорбаджия и кмет в края на XVIII в.
- Васил Стоянов (1839 – 1910), филолог
- Димитраки Теодоров (1815 – 1880), търговец
- Сергей Тодоров (1896 – 1974), бивш кмет на Варна
- Раю Топалов (1908 – 1990), създател на музеите в Жеравна
- Сава Филаретов (1825 – 1863), просветител
- Иван Цанков (1840 – 1925), български революционер, бивш кмет на Бургас
- Васил Бойчев (неизв. – 1876), известен и като Доктор Соколски, делегат в Оборище от Перущица
- Никола Икономов – Жеравненеца (1820 – 1897), свещеник, учител и книжовник от периода на Българското възраждане.

## Интересни факти
Ледник на остров Гринуич носи името Жеравна.
Ледникът Жеравна (на английски: Zheravna Glacier) (62°32′50″ ю. ш. 59°40′56″ з. д.) е ледник по южните склонове на Брезнишките възвишения на остров Гринуич. Получава това име през 2005 г. в чест на село Жеравна.

## Галерия
- Паметник на Йордан Йовков в двора на родната му къща
- Къща музей „Сава Филаретов“
- Калдъръмена улица
- Къщата музей на Йордан Йовков
- Ръчно тъкани черги от Жеравна
- Вход към Храм Свети Николай
- Църковната чешма
- Църковната камбана
- Изглед към Жеравна, 1931 г.
- Площадът пред общинското управление, 1931 г.